# Isola di Camiguin
Camiguin (prn.: camighìn) è un'isola vulcanica delle Filippine che costituisce la provincia di Camiguin, seconda più piccola provincia dell'arcipelago asiatico. È situata nella regione del Mindanao Settentrionale, a 10 km a Nord al largo della Provincia di Misamis Oriental. dalla quale è separata dalle baie di Gingoog e di Macajalar, e 54 km a Sud-est dell'isola di Bohol da cui è separata dal Mar di Bohol.

## Morfologia
L'isola, di aspetto interamente montagnoso e circondata da acque profonde, è caratterizzata dalla presenza di quattro stratovulcani sovrapposti a edifici vulcanici più antichi; il Monte Mambajao con i suoi 1 552 m s.l.m è la vetta più alta dell'isola e un vulcano inattivo di recente formazione costituito da un duomo di lava che ne occupa la vetta e i fianchi.
La punta sud-orientale dell'isola è occupata dai due stratovulcani Monte Butay e Monte Ginsiliban, mentre la costa è costituita dal cono del Monte Binone. Il vulcano più giovane, e anche l'unico attivo in tempi storici, è il Monte Hibok-Hibok, o Catarman, che sorge sulla parte nord-occidentale di Camiguin, a circa 6 km dal Mambajao, e che contiene diversi duomi di lava fra cui il Monte Vulcan. Lo Hibok-Hibok ha avuto una discrta attività, con cinque eruzioni storiche piroclastiche fra il 1871 e il 1875 e il 1948 e il 1953 che hanno devastato numerosi villaggi costieri dell'isola.

## Storia
I primi abitanti dell'isola furono i Manobos provenienti dalla non distante Surigao, sulla stessa grande isola di Mindanao: il nome dell'isola pare derivare dalla parola in Kinamiguing, il dialetto parlato dei Manobos, Kamagong, un tipo di pianta della famiglia dell'ebano. Le lingua parlate oggi sull'isola sono il Kinamiguing, il cebuano e l'ilongo.
Secondo le cronache spagnole i primi europei ad approdare sull'isola furono l'esploratore portoghese Magellano nel 1521 poco prima della sua morte occorsa sulla non distante isola di Mactan e il conquistador spagnolo Miguel Lopez de Legaspi nel 1525, anno in cui conquistò la città di Cebu. Solo nel 1598, tuttavia, i primi coloni spagnoli fondarono il primo insediamento sul luogo dove ora sorge la municipalità di Guinsiliban
Il primo insediamento di rilievo fu nel 1679 il villaggio di Catarman, in seguito cresciuto e divenuto prospero presso l'attuale località di Bonbon, ma entrambi i villaggi vennero quasi completamente distrutti dall'eruzione del Monte Vulcan del 1871 dalla quale si salvarono solo l'antica chiesa e il convento presenti ancora oggi nel centro di Catarman. La cittadina di Sagay venne quindi fondata nel 1848, Mahinog nel 1860 e infine Mambajao nel 1885.

## Economia
L'isola vive principalmente di pesca e di agricoltura: sono presenti coltivazioni di palma da cocco, di lanzones e di riso.

## Flora
Fra le specie endemiche dell'isola sono segnalate Miquelia reticulata, Medinilla multiflora, Memecylon subcaudatum, Syzygium camiguenense, Coelogyne confusa, Goodyera ramosii.

## Fauna
Fra gli anni Sessanta e gli anni Novanta sono state effettuate ricerche in loco volte a verificare lo stato di conservazione delle specie animali dell'isola: da quelle ricerche è emerso che erano presenti 24 specie di mammiferi terricoli, di cui 3 specie -una di insettivori e due di roditori- non endemiche delle Filippine; sono invece state localizzate una specie insettivora, 12 pipistrelli, una scimmia, 4 roditori, due piccoli carnivori e un ungulato tutte endemiche. Fra i mammiferi osservati negli anni Novanta furono catturate due specie di muridi dei generi Apomys (Apomys camiguinensis) e Bullimus  (Bullimus gamay) fino ad allora sconosciute alla Scienza.